# John Higham (Leichtathlet)
John Higham (* 25. Oktober 1951) ist ein ehemaliger australischer Mittelstreckenläufer und Sprinter.
1977 wurde er beim Leichtathletik-Weltcup in Düsseldorf jeweils Sechster über 800 m und mit der ozeanischen Mannschaft in der 4-mal-400-Meter-Staffel. Bei den Pacific Conference Games gewann er Silber über 800 m.
Bei den Commonwealth Games 1978 in Edmonton gewann er Bronze mit der australischen 4-mal-400-Meter-Stafette und wurde Siebter über 800 m. Über 400 m schied er im Viertelfinale aus.
1979 wurde er beim Leichtathletik-Weltcup in Montreal jeweils Siebter über 800 m und mit der ozeanischen 4-mal-400-Meter-Stafette.
1977, 1978 sowie 1979 wurde er Australischer Meister über 800 m und 1978 über 400 m.

## Persönliche Bestzeiten
- 400 m: 46,22 s, 7. Juni 1978, Ostrava (handgestoppt: 45,7 s, 18. Februar 1978, Melbourne)
- 800 m: 1:45,6 min, 20. März 1977, Auckland